# San Ignacio (Yucatán)
San Ignacio es una comisaría del municipio de Progreso, en el estado de Yucatán, México.

## Toponimia
El nombre (San Ignacio) hace referencia a Ignacio de Loyola. Debido a la herencia de tradiciones de origen español se realizan celebración de una fiesta patronal cada año, en especial 31 de julio.

## Localización
Se encuentra al poniente de la carretera Mérida-Progreso en el kilómetro 16.

## Equipamiento
- Un kínder.
- Una escuela primaria.
- Una escuela secundaria.
- Una clínica de servicios básicos de salud
- Una cancha de fútbol
- Una Iglesia
- Un Parque

## Otros sitios de interés
Se localizan los restos de una hacienda semiabandonada en restauración. Está exhacienda henequenera, tiene una distribución común de sus edificios antiguos, que serían el centro de la población, conforme lo indicaban los dueños de las haciendas: Una iglesia, la casa principal (Casa del hacendado) y la casa de máquinas de raspa. 
Se sabe que debajo de la casa principal hay una serie de pasadizos que permiten moverse trasladarse de un lado a otro de la casa y que posiblemente existen una especie de calabozos donde se castigaba a los esclavos.
Existen yacimientos de agua, denominadas por los habitantes como "aguadas" , que se originaron por el uso de suelo como banco de materiales

## Importancia histórica
Tuvo su esplendor durante la época del auge henequenero y emitió fichas de hacienda las cuales por su diseño son de interés para los numismáticos. Dichas fichas acreditaban la hacienda como propiedad de Álvaro de Regil.
En 1937, el presidente Lázaro Cárdenas, en una visita a Yucatán para la entrega de ejidos, llegó a esta hacienda. Se dice: "Los campesinos en aquel tiempo tenían temor de aceptar la propuesta de la entrega de las tierras como Ejido por el general Cárdenas, ya que los peones y el encargado de la hacienda los tenían engañados con el argumento de que "el Dzul" es que tiene el dinero (las monedas incluso tenían la imagen del Santo Patrono venerado, como se indica en el párrafo anterior) y nos mantiene. Además de esto, las circunstancias producto del analfabetismo, la pobreza y mentalidad de esclavitud, todavía incrustadas, alimentaban el miedo. El general, al ver la situación de indecisión, les dio 24 horas para tomar posesión o pasaría manos de los pobladores de komchén."
En 1960 se inaugura la actual casa ejidal de San Ignacio. 
En 1976, el edificio de la máquina de raspa de henequén y la iglesia estilo neo-gótico, también, fueron locaciones para la grabación de la película Casta Divina.
Desde 1990 es sede de la VILLA SCOUT San Ignacio y se han llevado a cabo cursos de formación scout, campamentos juveniles y es sede de actividades de campismo.
Desde 2014 ha recibido un gran mantenimiento ,mostrando ahora un bello paisaje reforestado y preservado, a la vez que funcional para las actividades escultas.

## Demografía
Según el censo de 2005 realizado por el INEGI, la Población y la Nublación de la localidad era de 767 habitantes, de los cuales 392 eran hombres y 375 eran mujeres.
| 431                         | 381 | 245 | 216 | 187 | 253 | 399 | 459 | 676 | 614 | 715 | 725 | 767 |
| (Fuente: INEGI [Consultar]) |     |     |     |     |     |     |     |     |     |     |     |     |

## Galería

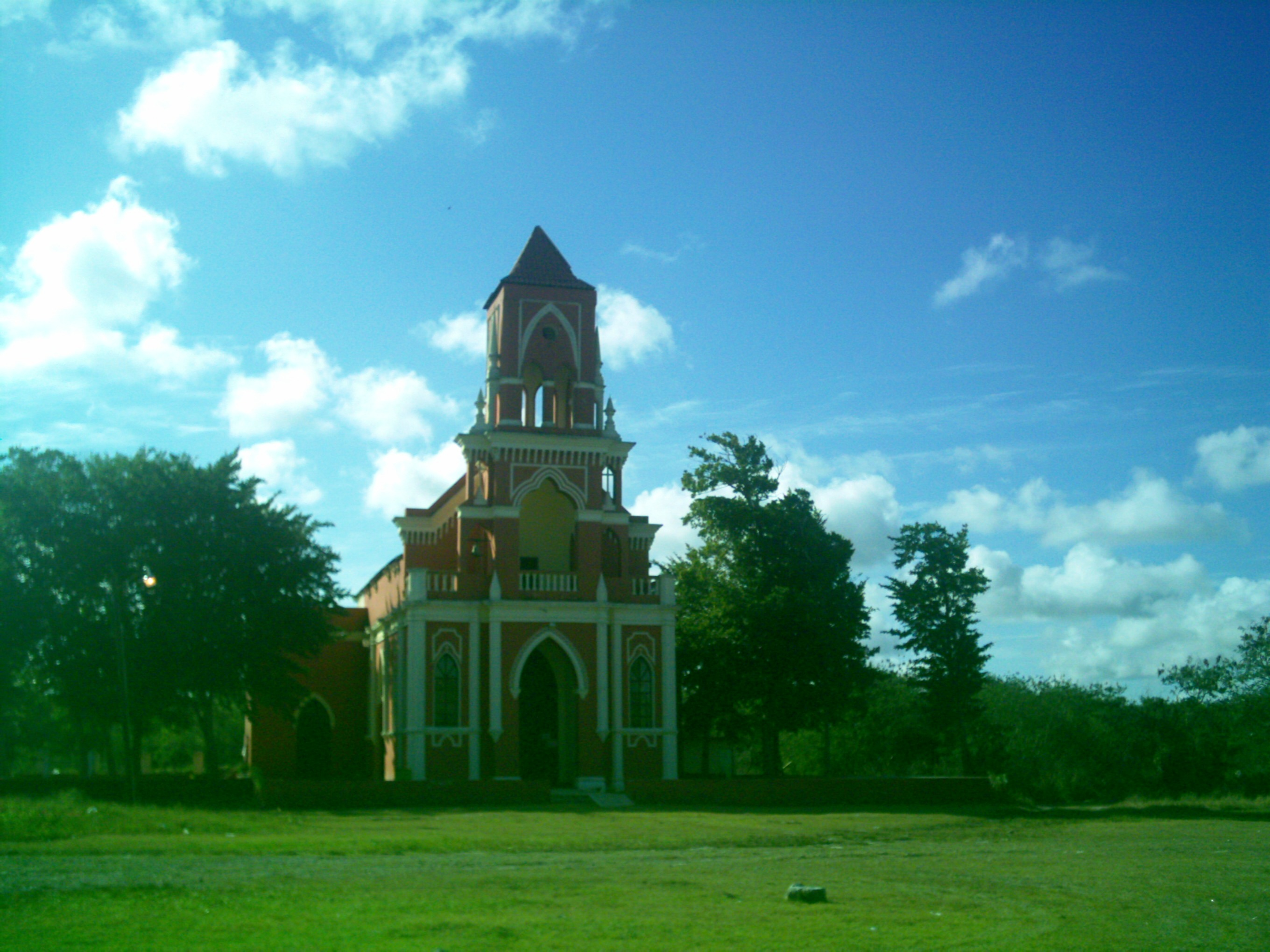
Iglesia de la hacienda San Ignacio.
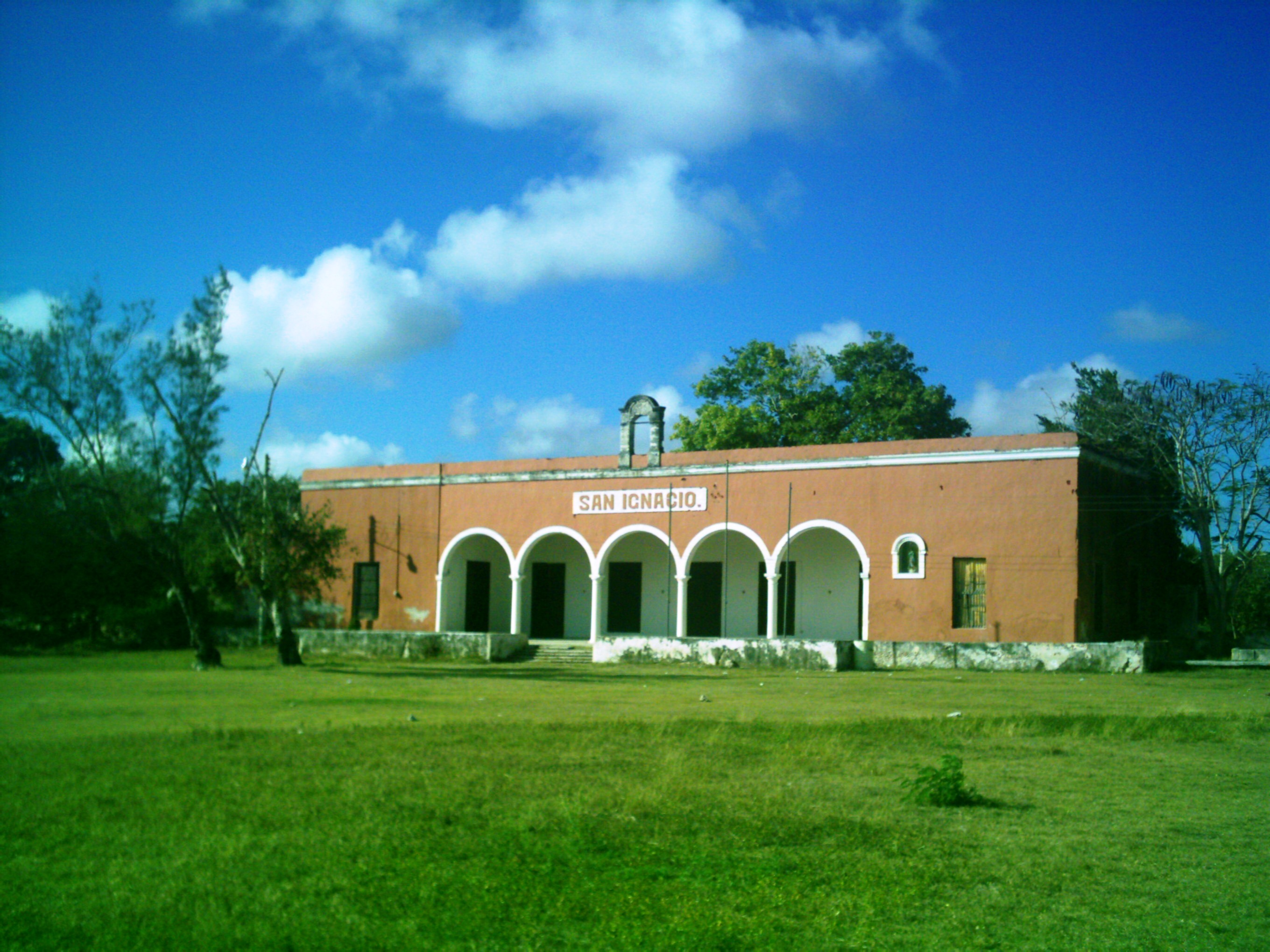
Vista de la hacienda San Ignacio.
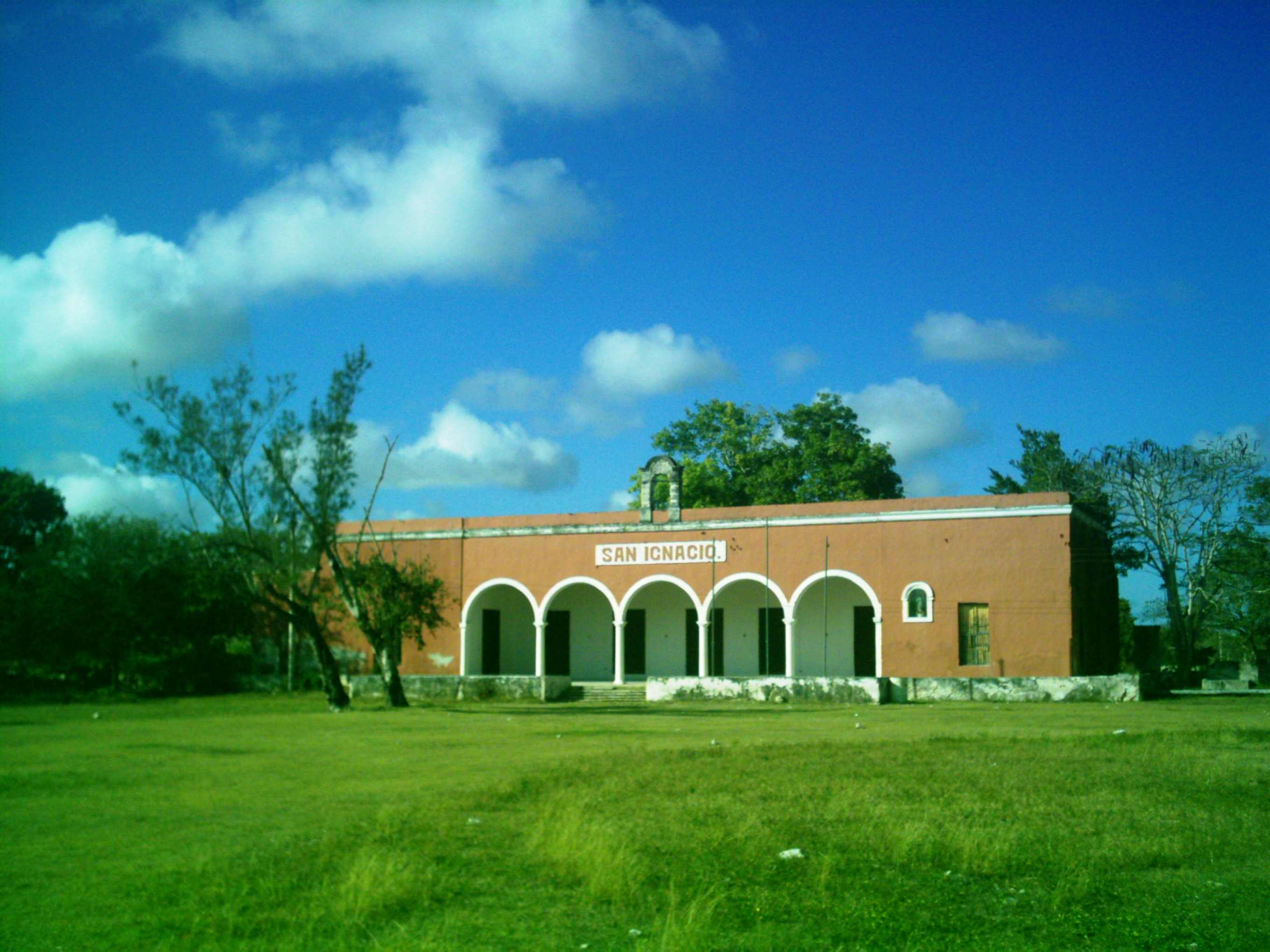
Vista de la hacienda San Ignacio.
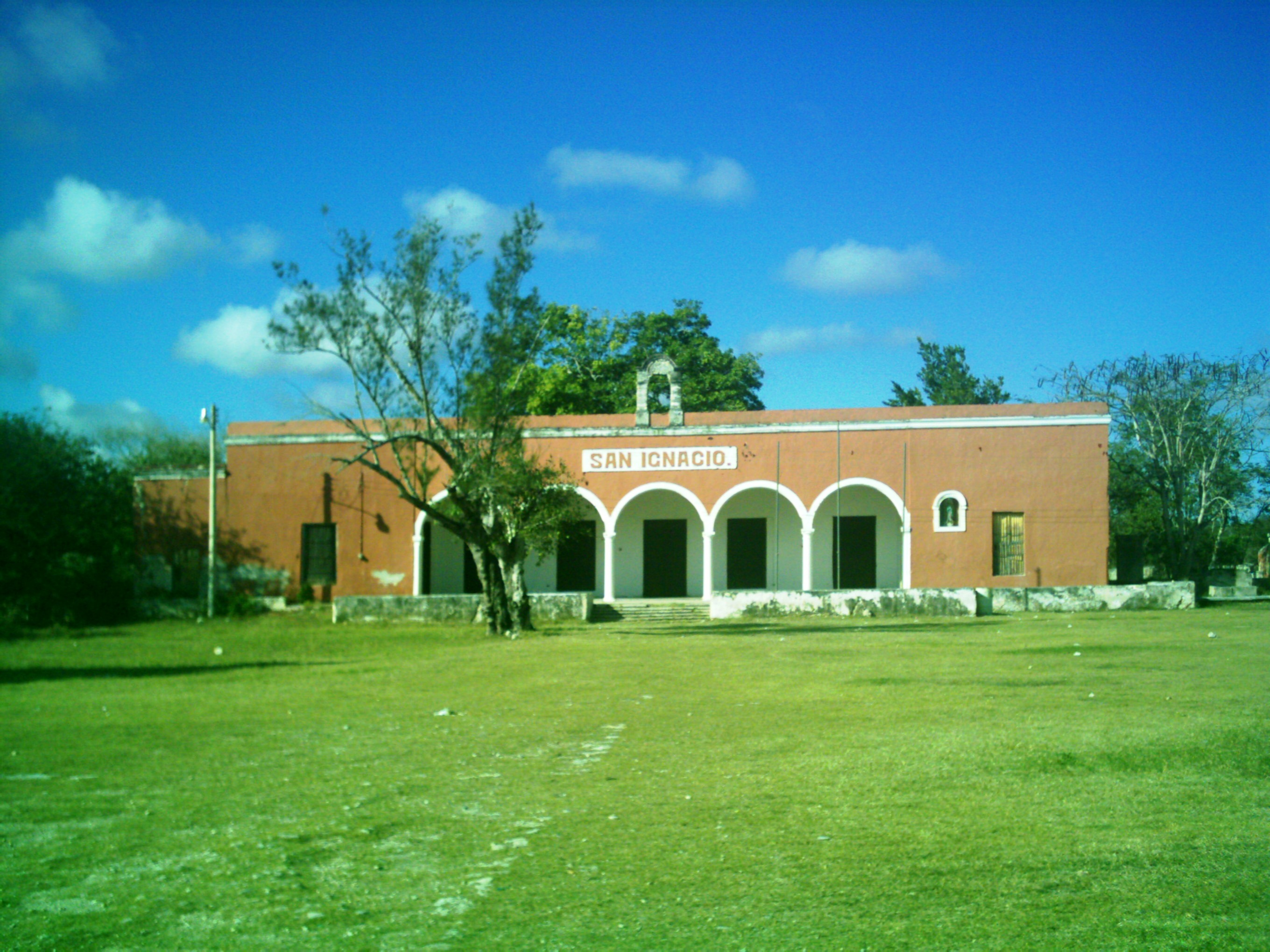
Vista de la hacienda San Ignacio.
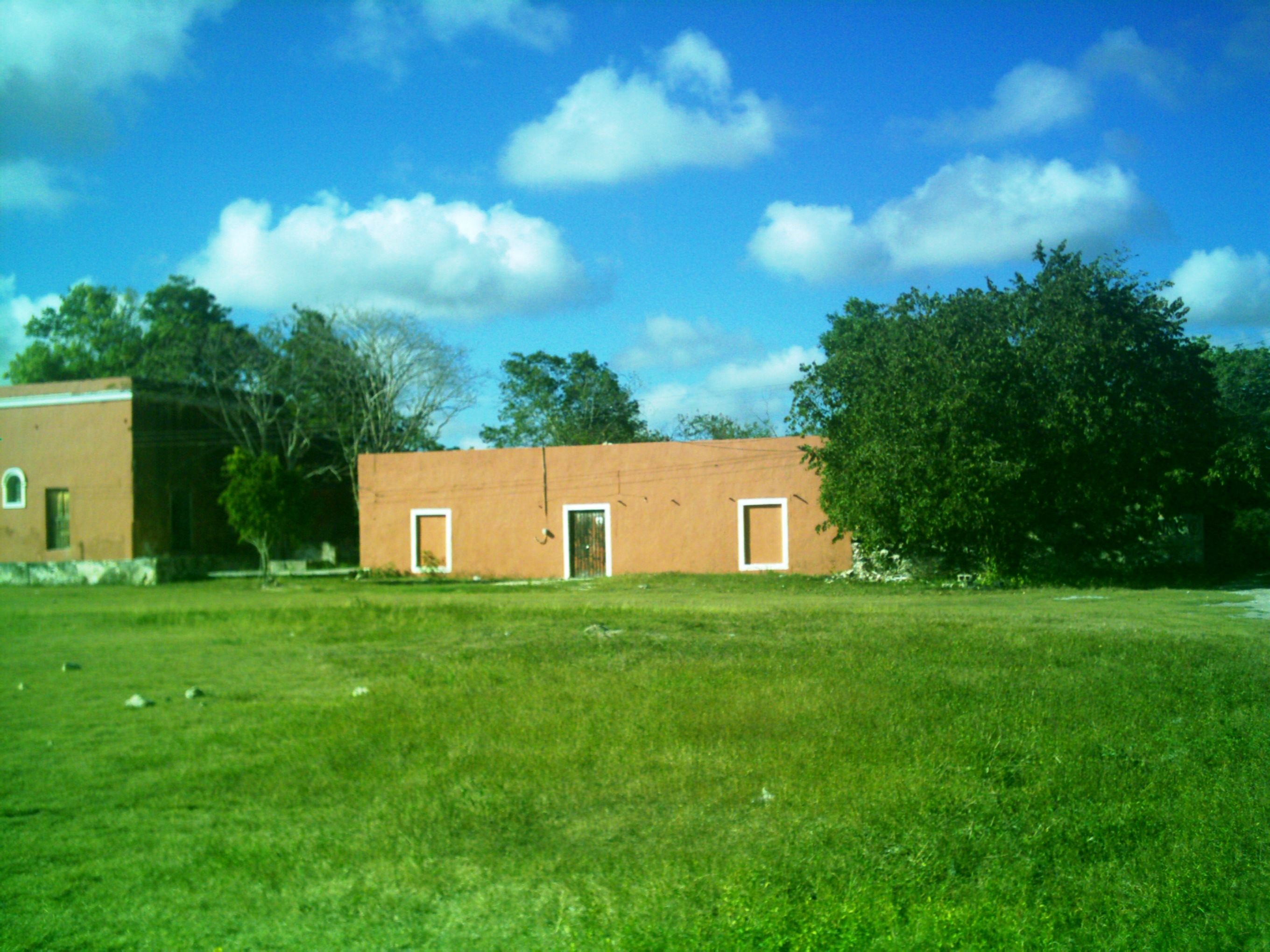
Vista de la hacienda San Ignacio.
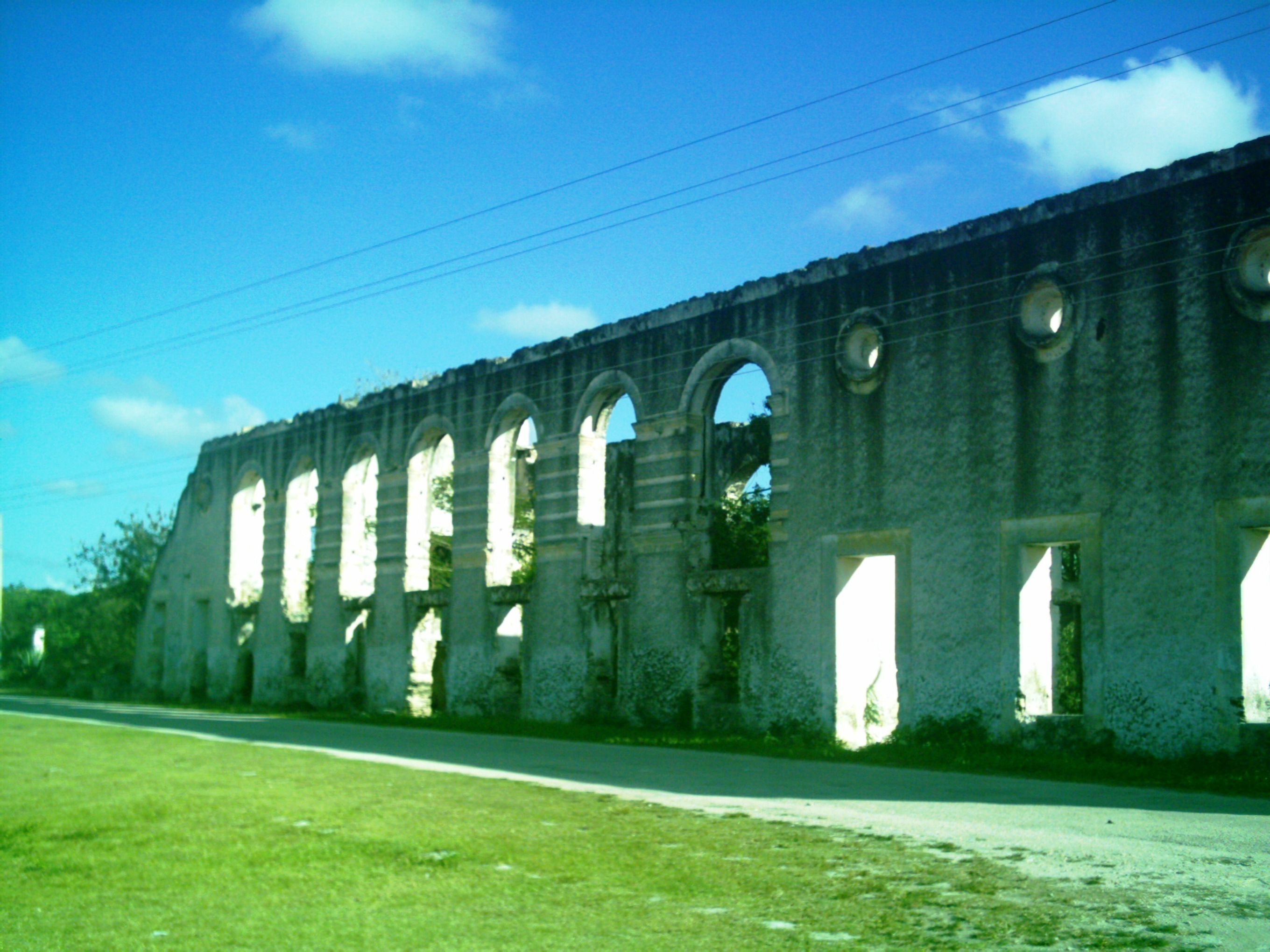
Vista de la hacienda San Ignacio.
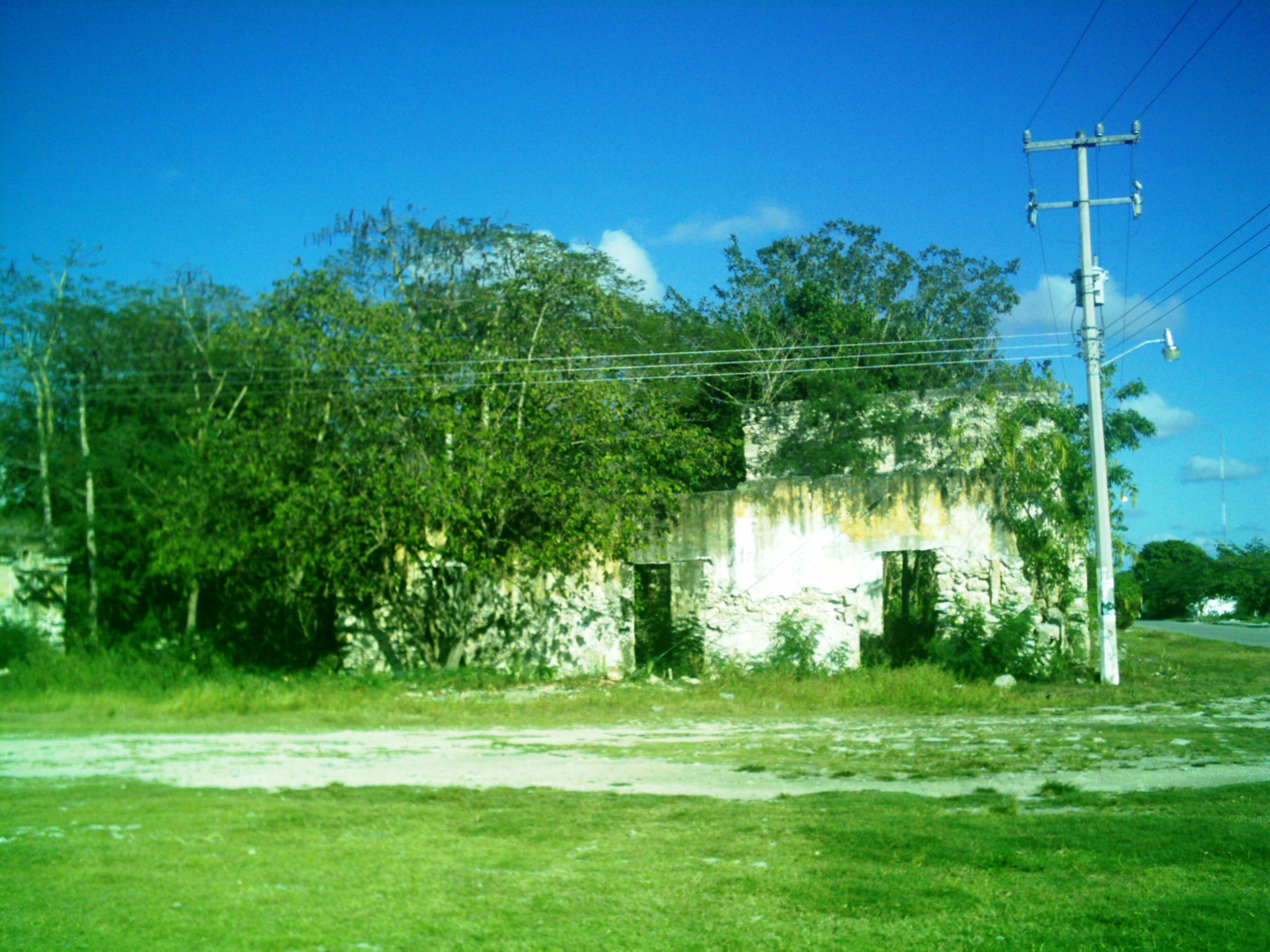
Vista de la hacienda San Ignacio.
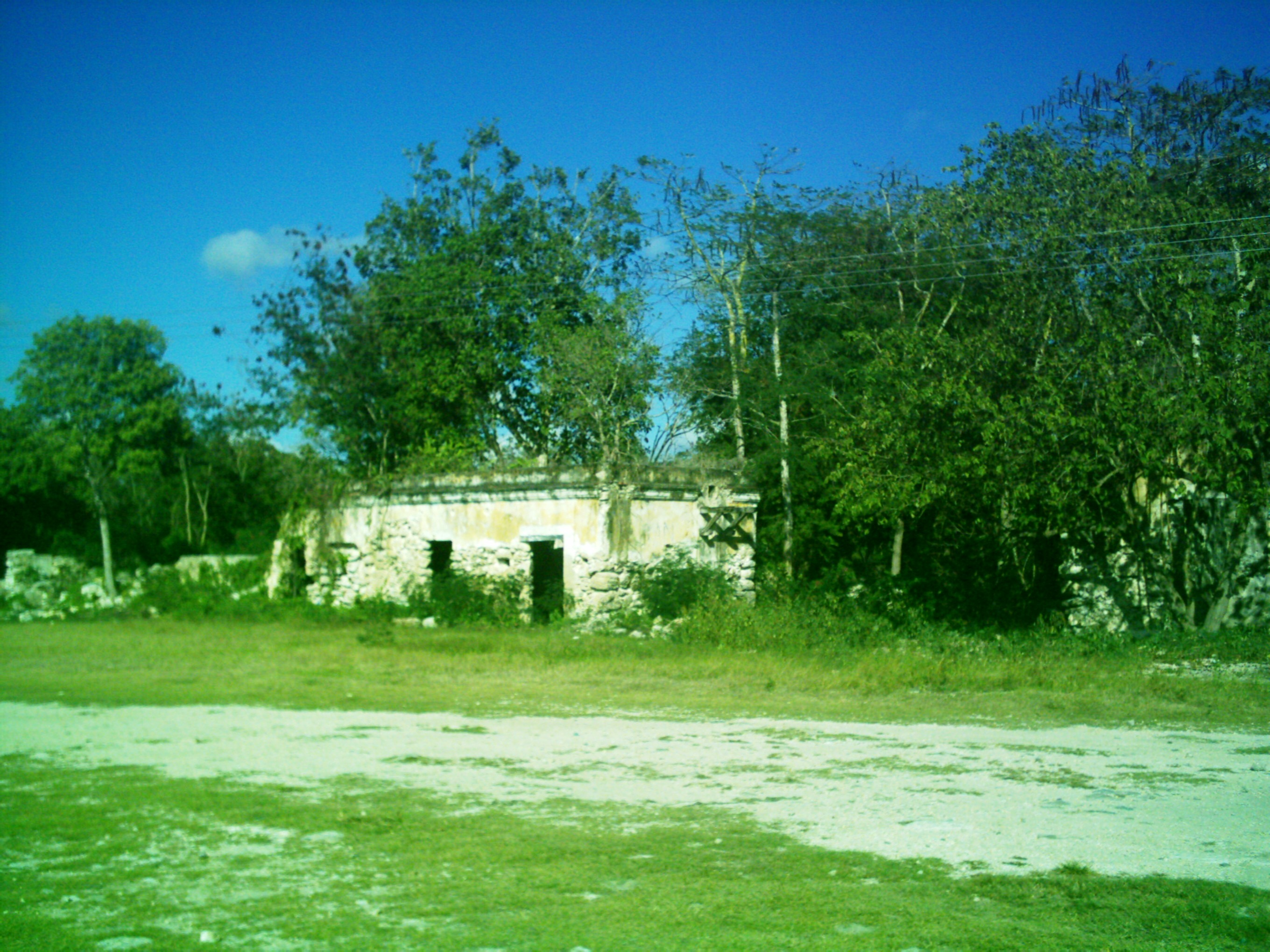
Vista de la hacienda San Ignacio.
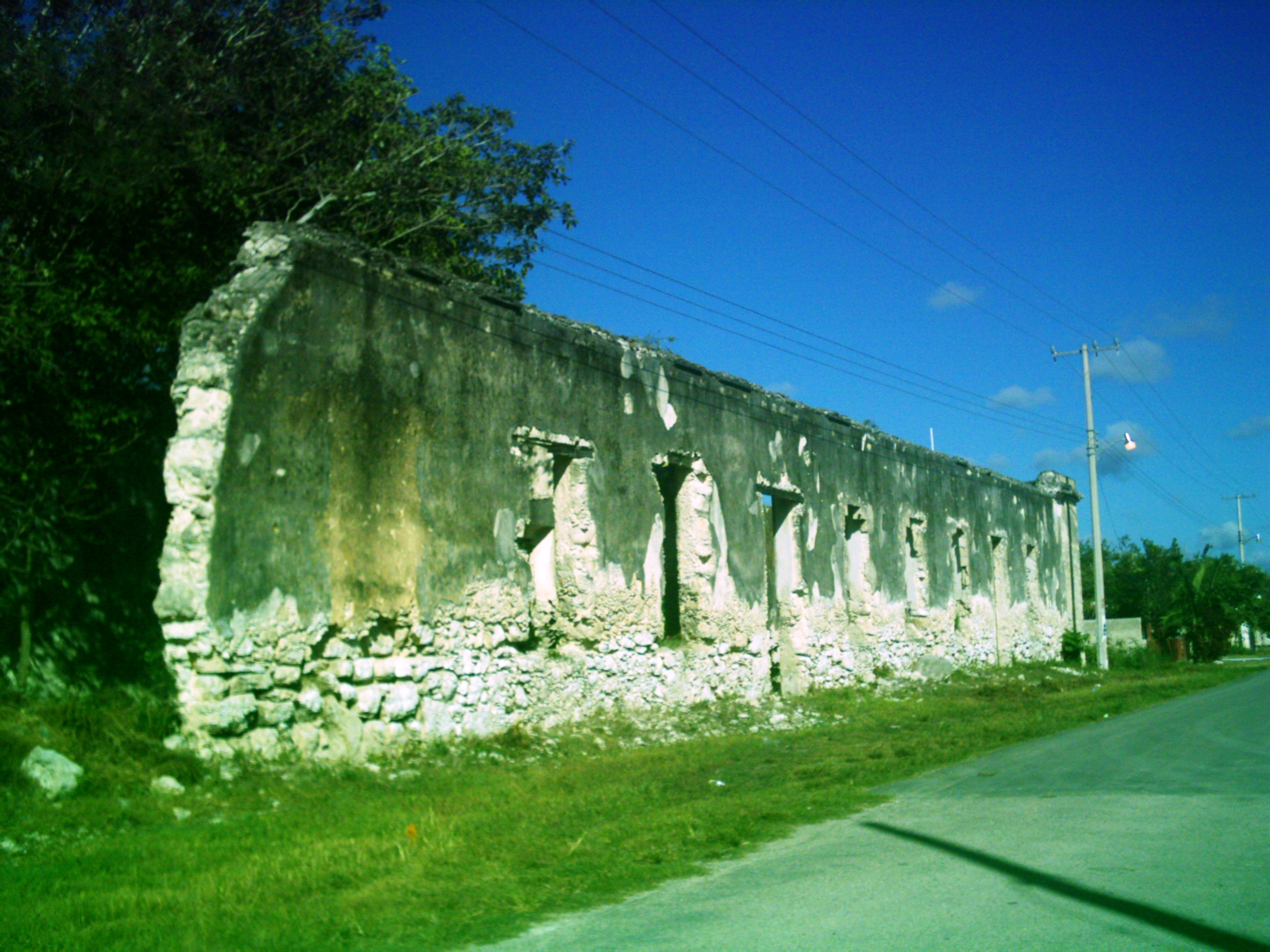
Vista de la hacienda San Ignacio.
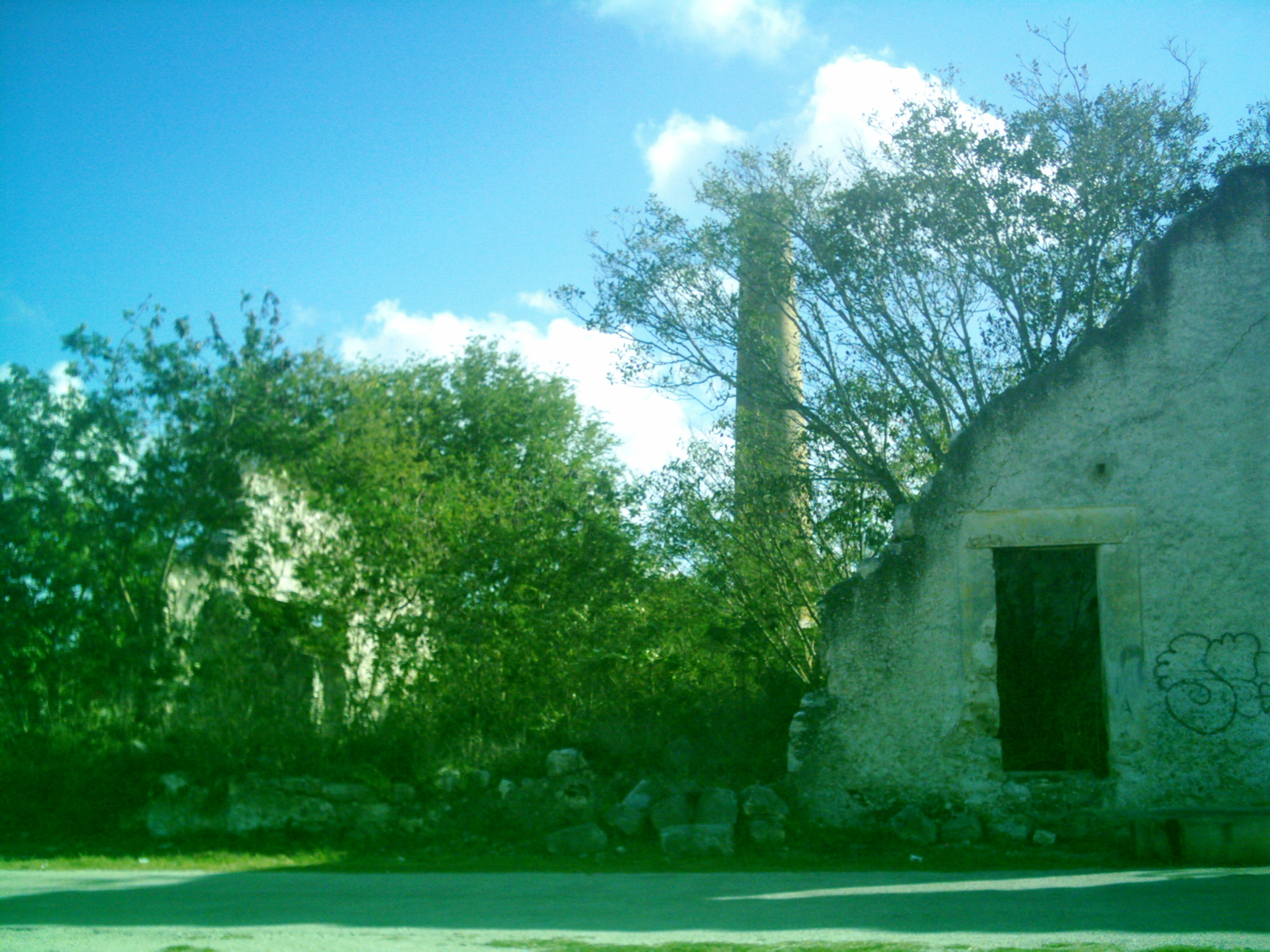
Vista de la hacienda San Ignacio.
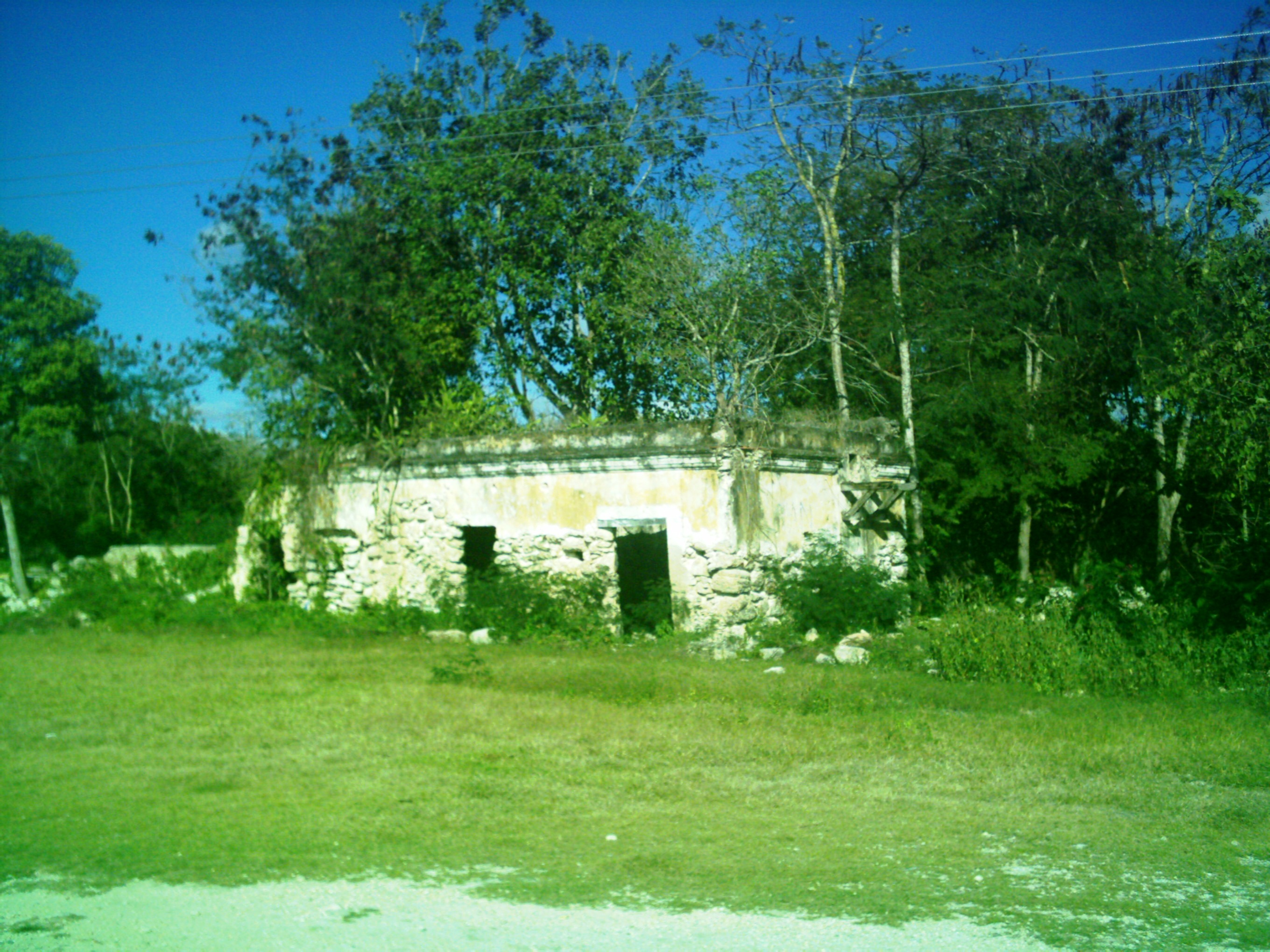
Vista de la hacienda San Ignacio.
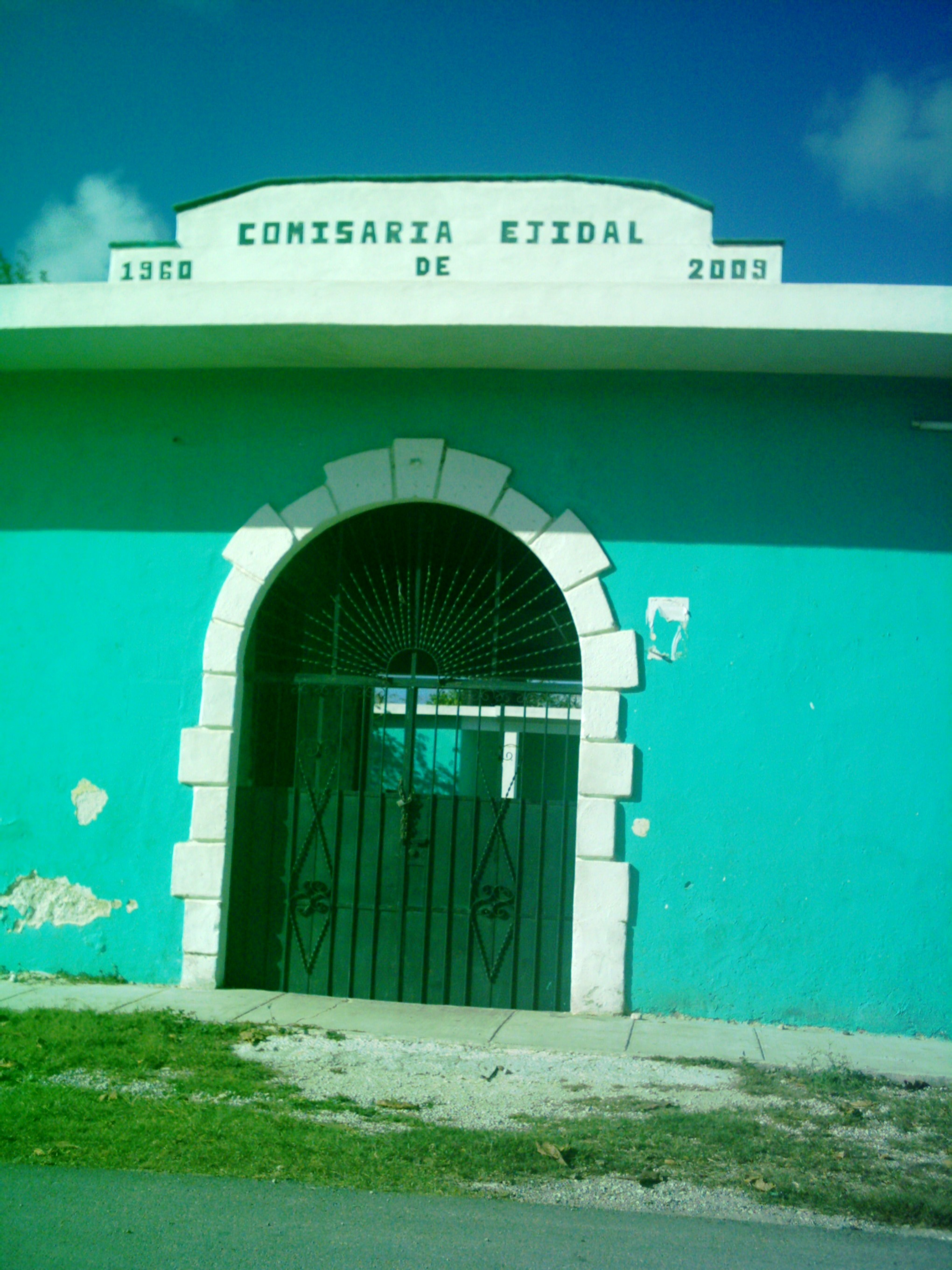
Casa comisarial de San Ignacio.